# 氰酸
氰酸是一种无色、有毒的液体，沸点23.5°C，熔点-81°C。在0°C时，氰酸会转变成氰白（一种白色固体，是氰酸与三聚氰酸的混合物）。氰酸的气味类似水蜜桃味。
結構上與雷酸（Fulminic acid）不同，兩者為同分異構物。
- 在水中，氰酸水解成二氧化碳和氨。
- 氰酸（H-O-C≡N）和雷酸（H-C=N=O）互为异构体。
- 在氰酸中，存在两种异构体，分别是N{\displaystyle \equiv }C-O-H和H-N=C=O（异氰酸）。
- 氰酸可由氰酸钾（KOCN）和甲酸反应制得。
- 氰酸三聚生成氰尿酸（三聚氰酸，即2,4,6-三羟基-1,3,5-三嗪）。